# Federico Roncali
Federico Roncali Ceruti, I conde de Alcoy (Cádiz, 30 de marzo de 1800-Madrid, 4 de abril de 1857), fue un político y militar español.

## Biografía

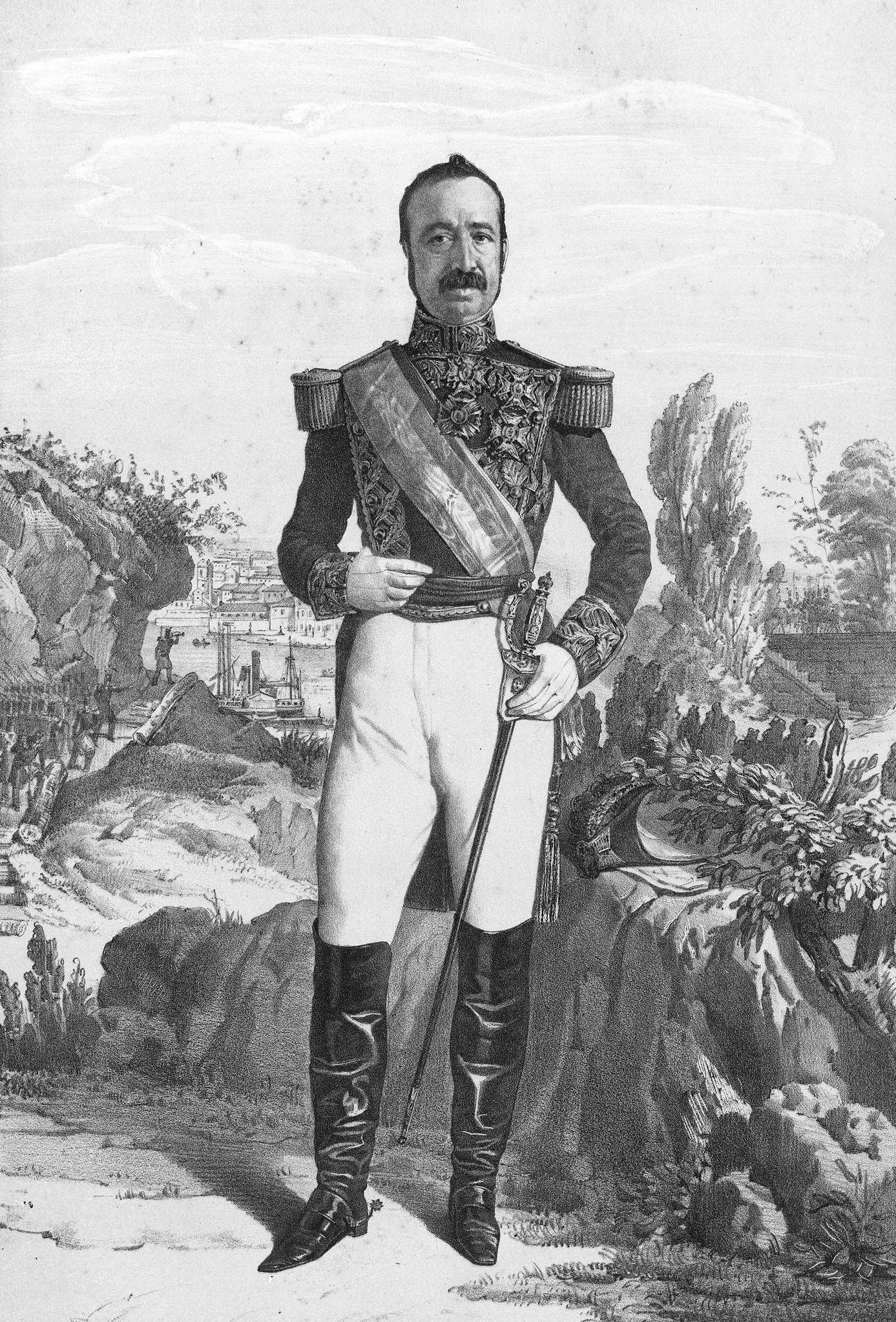
Roncali en una litografía de Bernardo Blanco y Pérez

En 1844, siendo capitán general de Valencia, sufrió la Rebelión de Boné liderada por el coronel de caballería y comandante de carabineros Pantaleón Boné, el cual se hizo con la ciudad de Alicante durante 44 días hasta su ejecución. Llegó al grado de general de la mano de su protector, Baldomero Espartero. En 1846 se incorporó como senador vitalicio durante un año. Fue capitán general de Cuba y Presidente del Consejo de Ministros del 14 de diciembre de 1852 al 14 de abril de 1853.